# Баба Стана
Ба̀ба Ста̀на е историческо село в България, присъединено към село Орешак. Махалата е популярна туристическа дестинация заради архитектурата на къщите във възрожденски стил. Днес в махалата има около 60 къщи, няколко хотела и механи.

## Местоположение
Намира се на 2 километра от село Орешак. Пътят е ремонтиран и в добро състояние.

## История
Носи името си от легенда за вдовицата Стана, която през XVI-XVII век, по време на османската власт, бяга в района над село Орешак и се заселва в планината с дванайсетте си деца. В началото на XX век населението достига 600 души.
През 2010 година е осветен параклис „Света Богородица Животворен източник“.
От 8 септември 2012 г. село Баба Стана е присъединено към Орешак.

## Население
| Баба Стана                                   | Баба Стана | Баба Стана | Баба Стана | Баба Стана | Баба Стана | Баба Стана | Баба Стана | Баба Стана | Баба Стана | Баба Стана | Баба Стана | Баба Стана | Баба Стана |
| -------------------------------------------- | ---------- | ---------- | ---------- | ---------- | ---------- | ---------- | ---------- | ---------- | ---------- | ---------- | ---------- | ---------- | ---------- |
| година                                       | 1934       | 1946       | 1956       | 1965       | 1975       | 1985       | 1992       | 2001       | 2011       | 2012       |            |            |            |
| население                                    | 193        | 175        | 14         | 103        | 65         | 38         | 24         | 19         | 8          | 8          |            |            |            |
| Източници: Национален статистически институт |            |            |            |            |            |            |            |            |            |            |            |            |            |